# Pachyloides cochuna
Pachyloides cochuna is een hooiwagen uit de familie Gonyleptidae.